# Cantone di Campagne-lès-Hesdin
Il Cantone di Campagne-lès-Hesdin era una divisione amministrativa dell'arrondissement di Montreuil-sur-Mer.
È stato soppresso a seguito della riforma complessiva dei cantoni del 2014, che è entrata in vigore con le elezioni dipartimentali del 2015.
Comprendeva i comuni di:
- Aix-en-Issart
- Beaurainville
- Boisjean
- Boubers-lès-Hesmond
- Brimeux
- Buire-le-Sec
- Campagne-lès-Hesdin
- Douriez
- Gouy-Saint-André
- Hesmond
- Lespinoy
- Loison-sur-Créquoise
- Maintenay
- Marant
- Marenla
- Maresquel-Ecquemicourt
- Marles-sur-Canche
- Offin
- Roussent
- Saint-Denœux
- Saint-Rémy-au-Bois
- Saulchoy
- Sempy